# ماي امورتل
"My Immortal" هي رواية لمعجبي هاري بوتر، نُشرت بنحو متسلسل على FanFiction.net بين عامي 2006 و2007.
على الرغم من سردها المعقد واستطراداتها المستمرة، فإن القصة تركز إلى حد كبير على شخصية مصاصة دماء غير قانونية تدعى Ebony Dark Dementia Raven Way وعلاقاتها بشخصيات سلسلة هاري بوتر، ولا سيما علاقتها الرومانسية مع دراكو مالفوي، وبلغت ذروتها في عودتها بالزمن لهزيمة الخصم الرئيسي للمسلسل، اللورد فولدمورت (أو فلودمورت).
يُنظر إلى My Immortal على أنه أحد أسوأ الأعمال الخيالية التي كتبها المعجبون على الإطلاق. منذ نشر العمل، اكتسب العار بسبب قواعد اللغة والأخطاء الإملائية المستمرة، وتناقضات الحبكة، والتجاهل التام للمحتوى الأصلي لرواية هاري بوتر. على الرغم من ذلك، ألهمت السلسلة أيضًا أعمالًا مشتقة متعددة، متضمنة سلسلة ويب على YouTube، ويُنظر إليها بحنين إلى حياة المعجبين المراهقين.
لم يجر تأكيد هوية الكاتب مطلقًا وعُدت «غير قابلة للحل». نشر المؤلف القصة تحت اسم المستخدم «XXXbloodyrists666XXX»، وعرف نفسه باسم تارا جيليسبي. في سبتمبر 2017، حدّث شخص يدَّعي أنه المؤلف حساب FictionPress مشيرًا إلى أنها أنشأت حساب Tumblr نشطًا باسمها الحقيقي. أدت محاولة لتحديد موقع حساب Tumblr هذا إلى رواية الروائية الشابة روز كريستو.
ذكرت منذ ذلك الحين أنها كانت واحدة من اثنين من المؤلفين المشاركين في My Immortal وقدمت دليلًا على تأليفها إلى ماكميلان للنشر، ولكن الجدل في  الشهر نفسه حول الأخطاء الواقعية في مذكراتها التالية آنذاك، أدى إلى الشك في تأليفها. جرى التكهن بأن القصة خدعة مصممة لخداع القراء والتصيد أو التهكم على خيال المعجبين، ولكن آخرين يعدون العمل والوجود المزعوم للمؤلف عبر الإنترنت متقنًا أكثر من أن يكون مزيفًا بنحو فعال. في سبتمبر 2017، ذكرت كريستو أن My Immortal هو عمل هجائي، على الرغم من أن تأليفها متنازع عليه.

## ملخص القصة
بطلة القصة هي إيبوني Ebony Dark Dementia Raven Way، شخصية مصاص دماء تبلغ من العمر سبعة عشر عامًا تحضر إلى هاغوورتس (الموجود في إنجلترا بدلًا من الكتب الأصلية في اسكتلندا) لتصبح عضوًا في منزل سليذرين. جرى تصوير هاغوورتس على أنه مقسم بين مجموعتين، goffs والإعدادات.
إيبوني وجميع الشخصيات المتعاطفة هي جزء من الزمرة القوطية بينما يجري تصوير أعضاء الزمرة الإعدادية بنحو غير متعاطف. تُعطى العديد من الشخصيات الرئيسية لهاري بوتر تحولات «جوفيك» واسعة النطاق لدرجة أنها لا تشبه كثيرًا توصيفها الأصلي. هاري، على سبيل المثال، جرّح ندبة الصاعقة الشهيرة إلى نجم خماسي، وانتقل إلى منزل سليذرين، والآن يحمل اسم «مصاص الدماء» لأنه «يحب مذاق الدم البشري». وبالمثل، غيرت هيرميون جرانجر اسمها إلى «بولودي ماري سميث»، وتعيش بوصفها شيطانًا قوطيًا مصاص دماء في سليذرين أيضًا.
وبالمثل، غيرت هيرميون جرانجر اسمها إلى «بولودي ماري سميث» وتعيش بوصفها شيطانًا قوطيًا مصاص دماء في سليذرين أيضًا. يبدو أن إيبوني (Ebony) وزملائها في الفصل جرى تصويرهم على أنهم يرتادون هاغوورتس في منتصف العقد الأول من القرن الحادي والعشرين، بدلًا من التسعينيات عندما جرى تعيين سلسلة هاري بوتر بنحو قانوني. يمكن الحكم على ذلك من طريق الإشارات المتكررة إلى المشهد وثقافة الإيمو، التي كانت تشهد ارتفاعًا حادًا في الشعبية في ذلك الوقت.
تبدأ القصة بالتركيز على دخول إيبوني في علاقة مع دراكو مالفوي، الذي جرى تصويره على أنه خجول وحساس ومزدوج الميول الجنسية. يدعو دراكو إيبوني إلى حفل شارلوت جيد (Good Charlotte) في هوغزميد. توافق، ويطير الاثنان إلى هوغزميد معًا في سيارة مرسيدس بنز السوداء الطائرة في دراكو. بعد الحفلة الموسيقية، لا يعودون إلى القلعة. بدلًا من ذلك، يمارس الاثنان علاقة جنسية في الغابة المحرمة. ويشهدهم مدير مدرسة هوجورتس ألبوس دمبلدور (يشار إليه في أماكن باسم «ألبرت دمبلدور» ومجموعة متنوعة من الأسماء الأخرى)، الذي يصرخ عليهم ويسخر منهم على أنهم «اللعنة».
في مذكرة لاحقة للمؤلف، جرى توضيح أن هذا الثوران حدث لأن دمبلدور كان يعاني من صداع. في وقت لاحق، تواجه إيبوني هاري «مصاص الدماء» بوتر أمام فصل سيفروس سنيب ( Severus Snape ) (يُطلق على سنيب أيضًا اسم «Snap» أو «Snoop» أو «Snipe» في بعض الأحيان)، إضافة إلى دراكو عاريا تمامًا. علمت أن دراكو اعتاد مواعدة مصاص الدماء. تغدو إيبوني غاضبة جدًا من هذه الخيانة المتصورة، على الرغم من تعريفها على أنها ثنائية الجنس، وتدعي انجذابًا جنسيًا إلى «ثنائي الجنس الحساس»، لدرجة أنها جاءت باكية إلى الغابة المحرمة، حيث اقترب منها اللورد فولدمورت.
فولدمورت، الذي يتحدث باللغة الإنجليزية القديمة المزيفة، يعطيها مسدسًا ويطالبها بقتل «مصاص الدماء» بوتر. يهددها فولدمورت قائلًا إنه سيقتل دراكو ما لم تقتل بوتر، ولكنها ترفض. عندما علم دراكو لاحقًا بهذا اللقاء، كان غاضبًا جدًا، لأن إيبوني أخفت عنه الموضوع، لدرجة أنه قتل نفسه بقطع معصميه، وهو موضوع يتكرر في الخيال.
ومع ذلك، في مشهد لاحق، يرى مصاص الدماء رؤية عن دراكو وهو محتجز من قبل فولدمورت. بعد إنقاذ دراكو من فولدمورت، تحضر إيبوني وأصدقاؤها حفلة (My Chemical Romance) في هوغزميد. بعد عزف بعض الأغاني، تنتهي الحفلة الموسيقية فجأة عندما يكشف أعضاء My Chemical Romance عن أنفسهم على أنهم فولدمورت وتجار الموت.
أعلن فولدمورت، الذي كان متنكرًا في زي المطرب الرئيسي جيرارد واي (مصدر إلهام للاسم الأخير لإيبوني)، عن نيته قتل إيبوني ودراكو لفشل الأول في قتل مصاص الدماء، ولكن ألبوس دمبلدور أنقذهم، الذي كان قد أعطى نفسه للتو تحول قوطي. في اليوم التالي، يمنح دمبلدور تحولًا قوطيًا لقاعة هوجورتس الكبيرة أيضًا، ولكن إيبوني تشعر أنه متصنع ولا تحبه كثيرًا، وهو شعور يشاركه أصدقاؤها.